# センカクアオイ
センカクアオイ（尖閣葵、Asarum senkakuinsulare、シノニム：Heterotropa senkakuinsularis）とは、ウマノスズクサ科カンアオイ属の多年草。別名センカクカンアオイ（尖閣寒葵）。

## 概要
日本固有種で琉球諸島の魚釣島のみに分布する。山地の林内に生育する。
多年草。葉は対生、卵心形～広卵状円形で、先端はやや丸みを帯び、長さ10～17センチメートル程度、表面は濃緑色、裏面は淡緑色で、光沢がある。花期は2～4月。花のように見えるのは花弁ではなく3枚のがく片である。がく片は広卵形で、縁は反り返らず、色は帯緑淡紫色。がく片の根本にあるがく筒は円筒形で、長さ15ミリメートル程度。がく片の基部（口環）にいぼ状の突起があり、黄色みを帯びるのが特徴である。雄しべは12個、雌しべは6個。
園芸用の採取や魚釣島に放逐されたヤギによる生育環境である森林植生のかく乱等が要因で、自生地及び個体数を減らしている（尖閣諸島#確認されている希少種を参照）。

## 保護上の位置づけ
絶滅危惧IA類 (CR)（環境省レッドリスト）
生育地である下記の地方公共団体が作成したレッドデータブックに掲載されている。
- 沖縄県：絶滅危惧IA類